# Orgueil (meteoryt)
Orgueil – meteoryt kamienny, który spadł 14 maja 1864 roku w pobliżu miejscowości Orgueil we Francji. W meteorycie tym stwierdzono obecność 4% węgla. Poza tym zawierał minerały utworzone w wyniku działalności wody, takie jak: serpentyny i montmorillonity. Choć meteoryt Orgueil nie zawierał chondr, to ze względu na skład chemiczny i zawartość węgla jest zaliczany do chondrytów węglistych.